# محاولة اغتيال الإمام أحمد 1961
في 6 مارس 1961 جرت محاولة إغتيال للإمام أحمد حميد الدين إمام المملكة المتوكلية اليمنية في مستشفى مدينة الحديدة قادها ثلاثة ثوار يمنيون هم محمد عبد الله العلفي وعبد الله اللقية ومحسن الهندوانة، لكن المحاولة فشلت وأعدم الثلاثة. وكان الهندوانة من «عكفة» (حرس) الإمام نفسه، 

## الأحداث
عين العلفي ضابطًا لمستشفى الحديدة؛ فاتفق مع زميليه عبد الله اللقية، ومحسن الهندوانة على قتله، وكان حسين المقدمي، مدير المستشفى من الثوار، وصديقًا للعلفي؛ فأعلمه بأن الإمام ينوي زيارة المستشفى؛ لتفقد بعض حرسه الذين أصيبوا إثر حادث انقلاب إحدى سيارات موكب الإمام، وهو في طريقه إلى الحديدة، أعد العلفي مع اللقية، والهندوانة خطة لقتل الإمام، وحين وصل الإمام أحمد حميد الدين إلى المستشفى، وكان الوقت ليلاً، منع العلفي حراس الإمام من الدخول إلى المستشفى، بحجة خشية إزعاج المرضى، وأفهمهم أن هذه رغبة الإمام، وما أن دخل الإمام إلى بهو المستشفى؛ حتى أطفئتْ الأنوار، ثم أُطلق عليه وابلٌ من الرصاص، في مواضع مختلفة من جسده، فهوى مضرجًا بدمائه، وتظاهر بالموت، ودخل حرسه، وألقوا القبض على عبد الله اللقية، ومحسن الهندوانة، ونقلوا إلى مدينة تعز. وظل العلفي يقاوم حتى قُتل، وقيل: إنه أطلق النار على نفسه، بعد معرفته أن الإمام لم يمت، وأن عملية إسعافية تجرى له.
وذكر العميد محمد علي الأكوع، أن اللقية، تعرض أثناء فترة استجوابه للتعذيب الشديد؛ حتى قيل: إن ولي العهد محمد البدر، كان يطعن جسده بالسيف، لحمله على الاعتراف بالذين شاركوه محاولة اغتيال الإمام.
أعدم الهندوانة، عن عمر ناهز الثلاثين عامًا، وذكر العقيد أحمد بن أحمد فرج، في كتابه "رجال في خنادق الدفاع عن الثورة"، أنَّه أعدم في مدينة الحديدة خلافاً لما جاء في بقية المراجع.

## تسلسل زمني
| التاريخ   | العام | الحدث |
| --------- | ----- | --- |
|           | 1918  | استقلال شمال اليمن من الإمبراطورية العثمانية وتأسيس الإمام يحيى حميد الدين للمملكة المتوكلية اليمنية. |
|           | 1948  | قيام «ثورة الدستور» واغتيال الإمام يحيى حميد الدين، وتولي نجله نجله الحكم وقمع الثورة وإعدام قادتها. |
|           | 1955  | قيام «إنقلاب 1955» بقيادة المقدم أحمد الثلايا ضد الإمام أحمد ومحاصرة قصرة في تعز، والقبائل تهاجم المدينة وتفشل الإنقلاب وأعدام الثلايا وضباط الإنقلاب.                                                                                         |
| يوليو     | 1959  | عدد من مشائخ حاشد وقادة من الجيش يقودوا «تمرد 1959 في اليمن» ضد الإمام أحمد يحيى حميد الدين الذي كان يتعالج في إيطاليا، بدعم من نجله البدر، ولكن فشل التمرد بعد أن عاد الإمام أحمد من رحلته وألقى خطاب في الحديدة هدد فيه قادة الإنقلاب.       |
| مارس      | 1961  | «محاولة اغتيال الإمام أحمد 1961» في مستشفى الحديدة يقوم بها الضباط الأحرار «العلفي - واللقية - والهندوانة». |
| 26 سبتمبر | 1962  | تفجير «ثورة 26 سبتمبر» على أيدي «الضباط الأحرار» ضد الحكم الإمامي بمساعدة من مصر وقتل الإمام أحمد وقيام الجمهورية العربية اليمنية برئاسة عبد الله السلال، واشتعال حرب أهلية بين الجمهوريين الذين تساندهم مصر والملكيين الذين تساندهم السعودية. |